# Serhij Kostiuk
Serhij Wołodymyrowycz Kostiuk, ukr. Сергій Володимирович Костюк (ur. 5 marca 1986 w Charkowie) – ukraiński piłkarz grający na pozycji pomocnika.

## Kariera piłkarska

### Kariera klubowa
Wychowanek klubu Metalist Charków, barwy którego bronił w juniorskich mistrzostwach Ukrainy (DJuFL). Karierę piłkarską rozpoczął 7 kwietnia 2004 w składzie Metalist-2 Charków. Potem występował w drużynie rezerwowej. 26 marca 2006 debiutował w Wyszczej lidze w meczu z Metałurhiem Zaporoże. Wiosną 2008 został wypożyczony do Wołyni Łuck, a latem do Zakarpattia Użhorod. Na początku 2009 ponownie został wypożyczony, tym razem do lokalnego klubu Helios Charków. 20 sierpnia 2010 podpisał nowy kontrakt z Wołynią Łuck. W styczniu 2011 przeszedł do Arsenału Biała Cerkiew. Podczas przerwy zimowej sezonu 2011/12 powrócił do Heliosu Charków. Latem 2014 ponownie został piłkarzem Metalista Charków. 18 lipca 2015 przeszedł do Awanhardu Kramatorsk. Potem grał w zespole amatorskim Kołos Zaczepyliwka. 1 sierpnia 2016 wyjechał do Gruzji, gdzie został piłkarzem drugoligowego Imereti Choni.

## Sukcesy i odznaczenia

### Sukcesy klubowe
- brązowy medalista Mistrzostw Ukrainy: 2007, 2008
- mistrz Ukraińskiej Pierwszej Lihi: 2009